# Lance Becker
Lance B. Becker es un médico internista y emergentólogo norteamericano, dedicado a la investigación básica, clínica y epidemiológica de la parada  cardíaca. Se desempeña como Jefe del Servicio en el Departamento de Emergencias Médicas del Hospital Universitario North Shore, en New York. Dirige el laboratorio de investigación en Cuidados Críticos del Instituto de Investigación Médica Feinstein.

## Carrera
Se licenció en Medicina en la Universidad de Illinois, Chicago. Completó la residencia en Medicina Interna en el Hospital y Centro Médico Michael Reese. Antes de ser adjudicado como Jefe de Servicio en el Hospital Universitario North Shore, fundó y dirigió el Centro de Investigación en Ciencias de la Resucitación en la Universidad de Pensilvania, además del Centro de Resucitación en Emergencias en la Universidad de Chicago. Posee certificaciones en Medicina Interna y Emergentología.

## Investigación Básica y Clínica
Becker ha sido autor y coautor de más de 290 publicaciones científicas. El foco de investigación de Becker es la parada cardíaca y su relación de causalidad con la muerte cerebral. La investigación básica que realiza se ha centrado en la compresión de la patofisiología del daño por isquemia y reperfusión. Becker ha sistemáticamente cuestionado los "límites entre la vida y la muerte" y el status quo que establece cuando alguien puede ser declarado muerto y por consiguiente, cesadas las actividades de reanimación.  Adicionalmente, realiza investigación básica y clínica en los tratamientos de hipotermia aplicados para la prevención del daño cerebral durante la parada cardíaca.
En marzo de 2020, publicó un estudio basado en el análisis retrospectivo de los registros de video en las actividades de resucitación y el impacto que la crítica de los videos podían tener en los cambios que los equipos de resucitación experimentaban como producto de la revisión y análisis crítico de sus actividades. En este estudio de 2 años de duración, demostró una mejoría estadísticamente significativa en el porcentaje de pacientes que experimentaron retorno en la circulación espontánea. Este fue a la fecha, el primer estudio de video feedback realizado en parada cardíaca y reanimación.